# Havrania dolina
Havrania dolina byla přírodní rezervace v oblasti Muráňská planina. Nachází se v katastrálním území obce Šumiac v okrese Brezno v Banskobystrickém kraji. Území bylo vyhlášeno či novelizováno v roce 1996 na rozloze 229,67 ha. Ochranné pásmo nebylo stanoveno.
Přírodní rezervace byla k 1. říjnu 2022 zrušena a území bylo zařazeno do systému zón národního parku Muráňská planina.